# Solenzo (département)
Solenzo est un département et une commune urbaine du Burkina Faso, situé dans la province des Banwa et la région de la Boucle du Mouhoun. En 2019, le département comptait 158 763 habitants.

## Villes et villages
Le département de Solenzo comprend une ville chef-lieu (populations actualisées en 2019) :
- Solenzo (16 850 habitants), divisée en 4 secteurs

et 29 villages :
- Bama (1 005 habitants)
- Ban (8 809 habitants)
- Bayé (6 043 habitants)
- Bèna (11 595 habitants)
- Bialé (2 131 habitants)
- Bonza (6 005 habitants)
- Daboura (7 697 habitants)
- Darsalam (4 070 habitants)
- Dèssè (1 938 habitants)
- Dinkiéna (3 633 habitants)
- Denkoro (2 583 habitants)
- Dira (3 294 habitants)
- Dissankuy (3 280 habitants)
- Gnassoumadougou (3 516 habitants)
- Kiè (5 073 habitants)
- Koakoa (795 habitants)
- Koma (2 002 habitants)
- Hèrèdougou (3 143 habitants)
- Lanfiéra (703 habitants)
- Lèkoro (1 904 habitants)
- Masso (2 873 habitants)
- Mawé (2 374 habitants)
- Montionkuy (885 habitants)
- Moussakongo (3 673 habitants)
- Pouy (1 095 habitants)
- Sanakuy (2 359 habitants)
- Siguinonghin (4 184 habitants)
- Toukoro (5 332 habitants)
- Yèrèssoro (2 975 habitants)